# Niccolo Zingarelli
Niccolò Antonio Zingarelli, italijanski operni skladatelj in pedagog, * 4. april 1752, Neapelj, Italija, † 5. maj 1837, Torre del Greco, Italija.

## Življenje
V rodnem Neaplju je študiral glasbo. Med letoma 1789 in 1790 je živel v Parizu, nato je po revoluciji odšel v Milano in Rim, kjer je prevzel vodenje zborov v cerkvah. Leta 1813 se je vrnil v Neapelj, kjer je postal direktor tamkajšnjega konservatorija. Bil je glasbeni tradicionalist; ni sprejemal novih glasbenih prijemov. Tako je neznansko preziral glasbo Gioacchina Rossinija. 
Med njegovimi učenci so bili najpomembnejši:
- Vincenzo Bellini,
- Saverio Mercadante,
- Michael Costa,
- Franc Pollini.

## Delo
Poleg oper je pisal tudi cerkveno glasbo. Tako je zložil veliko oratorijev, kantat, maš in motetov.
Opere (izbor)
- Montezuma (1781)
- Alsinda (1785)
- Ifigenija na Aulidi (1787)
- Artakserkses (1789)
- Antigona (1790)
- Julija in Romeo (1796)
- Ines de Castro (1798)
- Carolina iz Mehike (1798)
- Ojdip na Kolonu (1802)
- Berenice, armenska kraljica (1811)